# Ilja Prachař
Ilja Prachař (30. dubna 1924 Malenovice – 10. srpna 2005 Praha) byl český herec a dramatik.

## Život
Narodil se v Malenovicích u Zlína jako prostřední ze tří synů úředníka okresní nemocenské pojišťovny ve Zlíně Františka Prachaře (1899–2001) a jeho ženy Ludmily (1901–1981). Starší bratr Drahomír (1922–2008) pracoval později v podniku zahraničního obchodu, mladší Kamil (1931–2020) se stal divadelním hercem a téměř celou profesní kariéru působil v chebském divadle. Rodiče se ve Zlíně a v Malenovicích čile věnovali spolkovému životu a hráli ochotnické divadlo. Manželka Jana (1937–2024) byla loutkoherečka, jeho syn David (*1959), vnuk Jakub (*1983), vnučky Mariana (*1994), Rozálie (*2003), Josefína (*2004), vnuk František (*2008) a pravnučka Alžběta Malá (*1997) se věnují herectví.
Svou hereckou kariéru zahájil jako člen dramatické skupiny Armádního uměleckého souboru Víta Nejedlého (1945–1947), v Divadle pracujících ve Zlíně (1947–1952) a v divadle v Ostravě (1952–1954). Od roku 1954 účinkoval v pražském Divadle S. K. Neumanna a v letech 1959 až 1990 v Divadle na Vinohradech. Jeho nejznámější filmovou rolí je pravděpodobně chamtivý a lakomý statkář Trautenberk ve večerníčkovém seriálu Krkonošské pohádky.
Je autorem několika divadelních her a televizních scénářů. Již v roce 1951 obdržel za hru „Hádajú se o rozumné“ Státní cenu a za své herectví byl oceněn vyznamenáním Za vynikající práci (1967), titulem zasloužilý umělec (1983) a Cenou Františka Filipovského za celoživotní mistrovství v dabingu (1997).
Ilja Prachař byl členem Komunistické strany. V listopadu 1989 pronesl na Letné projev jako zástupce herců z Divadla na Vinohradech.
V osobním životě byl Ilja Prachař velkým příznivcem fotbalového klubu Slavia. Na přelomu osmdesátých a devadesátých let byl dokonce sedm let předsedou občanského sdružení Odboru přátel Slavie.

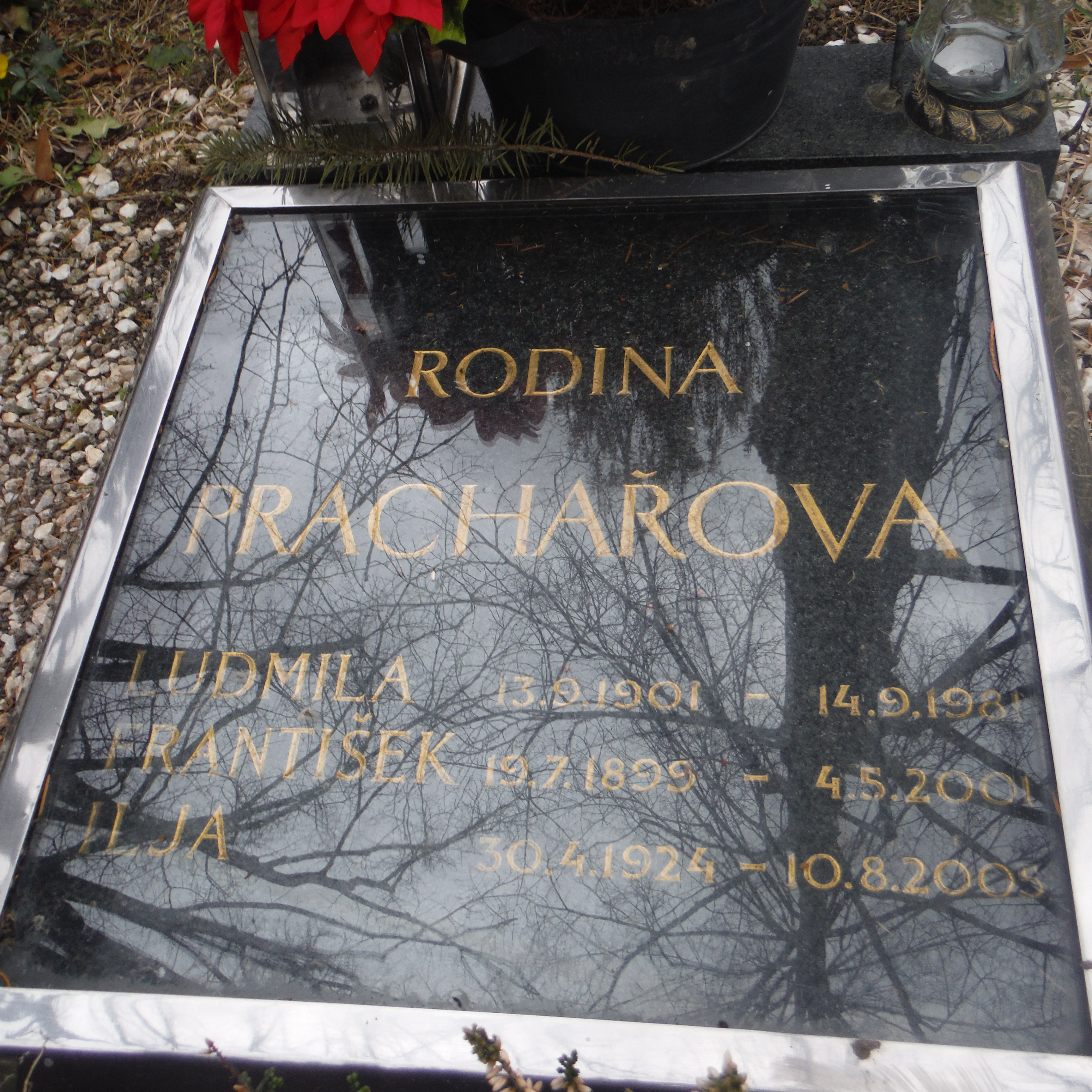
Rodinný hrob Prachařů na kunratickém hřbitově

Zemřel ve vinohradské nemocnici 10. srpna 2005. Pohřben je na kunratickém hřbitově v Praze v rodinném hrobě.

## Dílo

### Divadelní hry
- Zlatá srdce
- Domov je u nás
- Intermezzo
- Svět kde se nežebrá

### Televizní scénáře
- dva díly seriálu Rodina Bláhova
- dva díly seriálu Tři chlapi v chalupě

### Film
- 1959 Král Šumavy
- 1962 Transport z ráje
- 1965 Modlitba pro Kateřinu Horovitzovou
- 1965 Bílá paní – role: přednosta úřadu na ministerstvu Pepík
- 1966 Lidé z maringotek
- 1967 Svatba jako řemen
- 1968 Spalovač mrtvol
- 1968 Všichni dobří rodáci
- 1969 Světáci
- 1969 Flirt se slečnou Stříbrnou – role: šéfredaktor Emil Procházka
- 1969 Kladivo na čarodějnice
- 1975 Holka na zabití – role: příslušník VB por. Sláma
- Kam slunce nechodí…

### Televize
- 1959–1960 Rodina Bláhova (seriál)
- 1965 Kůzlátka otevřete... (inscenace detektivní hry) – role: Jahn
- 1969 Popelka (filmová pohádka) – role: otec
- 1970 Za ranních červánků (TV inscenace) – role: pan Obroční
- 1971 F. L. Věk (seriál) – role: rychtář Vavák z Mirčic
- 1972–1973 Ctná paní Lucie (TV seriál) – role: Záviš Oulehla z Kronbachu
- 1974 Krkonošské pohádky (TV večerníček) – role: Trautenberk
- 1975 Nejmladší z rodu Hamrů (seriál) – role: otec Zajíček
- 1975 Třicet případů majora Zemana (TV seriál 1974–1979) – role: továrník Ing. Richard Čadek (5. díl Hon na lišku a 12. díl Kleště)
- 1975 Chalupáři (seriál) – role: Antonín Balabán
- 1976 Preclíková válka (komedie) – role: Jindřich Danda
- 1977 Pan Kobkán vdává dceru (fraška) – role: otec velkošpeditér Kobkán
- 1978 Zákony pohybu (seriál) – role: předseda závodní rady n. p. Radiana František Vrba
- 1979 Inženýrská odysea (seriál) – role: otec Pešek
- 1980 Nešťastný šafářův dvoreček (povídka z cyklu Bakaláři) – role: kapelník
- 1981 Okres na severu (seriál) – role: předseda okresní kontrolní a revizní komise František Krečmar
- 1984 Slovácko sa nesúdí (TV seriál) – role: mlynář Múčka

### Rozhlas
- 1988 Kocourkov (hra), dramatizace: Jana Dvořáková, dramaturg: Ivan Hubač, režie: Ladislav Rybišar, role: radní